# Iowa (Luizjana)
Iowa – miasto w Stanach Zjednoczonych, w stanie Luizjana, w parafii Calcasieu.